# Пролесе
Пролесе или Пролесия (на сръбски: Пролесје или Prolesje) е село в община Търговище, Пчински окръг, Сърбия.

## История
В края на ΧΙΧ век Пролесе е село в Прешевска кааза на Османската империя. Според патриаршеския митрополит Фирмилиан в 1902 година в Пролесе има 40 сръбски патриаршистки къщи. По данни на секретаря на Българската екзархия Димитър Мишев („La Macédoine et sa Population Chrétienne“) в 1905 година в Пролесия (Prolessia) има 280 българи патриаршисти гъркомани.
В 2002 година в селото има 67 сърби.

## Население
- 1948- 310
- 1953- 291
- 1961- 275
- 1971- 287
- 1981- 156
- 1991- 77
- 2002- 67